# آداجیو (فیلم ۲۰۲۳)
آداجیو (به انگلیسی: Adagio) یک فیلم ایتالیایی درام جنایی محصول سال ۲۰۲۳ به کارگردانی استفانو سولیما بر اساس فیلمنامه ای از سولیما و استفانو بیس و با بازی استفانو سولیما است. و با بازی پیرفرانچسکو فاوینو، تونی سرویلو و والریو ماستندریا است.
«آداجیو» برای رقابت برای شیر طلایی در هشتادمین جشنواره بین‌المللی فیلم ونیز انتخاب شد، جایی که اولین نمایش آن در ۲ سپتامبر ۲۰۲۳ انجام شد. این فیلم در ۱۴ دسامبر ۲۰۲۳ در ایتالیا اکران شد.

## بازیگران
- پیرفرانچسکو فاوینو در نقش کاملو
- تونی سرویلو در نقش دیتونا
- والریو ماستندریا در نقش پولنیومان
- آدریانو جیانینی در نقش واسکو
- جیانمارکو فرانچینی در نقش مانوئل
- فرانچسکو دی لوا در نقش برونو